# Kaplica św. Antoniego Opata w Buskett (Siġġiewi)
Kaplica Świętego Antoniego Opata (malt. Il-kappella ta’ San Anton Abbato, ang. Chapel of St. Anthony the Abbot) – rzymskokatolicka kaplica znajdująca się na terenie należącym do pałacu Verdala w Buskett w granicach gminy Siġġiewi na Malcie. Kaplica podlega parafii św. Pawła w Rabacie, od 1944 posługują w niej księża augustianie (OSA).  

## Historia
Kiedy około 1586 wielki mistrz Fra Loubenx de Verdalle zlecił maltańskiemu architektowi Girolamo Cassarowi budowę pałacu-zamku na wzgórzu niedaleko Buskett. Chciał mieć również blisko niewielką kaplicę. Kaplica ta stoi do dzisiaj po prawej stronie niskich budynków otaczających dziedziniec naprzeciw pałacu. Składa się z prostego pomieszczenia ze sklepieniem kolebkowym.

Kaplica była używana do wczesnych lat 60. XVII wieku. W 1663 wielki mistrz Raphael Cotoner rozpoczął budowę większej, umiejscowionej koło ówczesnego mostu zwodzonego nad fosą. Po niespodziewanej śmierci Fra Raphaela, w 1664 budowę dokończył jego brat i następca na tronie wielkich mistrzów Nicolas Cotoner.

## Architektura

### Wygląd zewnętrzny
Fasada kaplicy ograniczona jest dwoma wysokimi doryckimi pilastrami w narożach, które podtrzymują belkowanie, obiegające cały budynek. Elewację frontową zwieńcza trójkątny fronton, na szczycie którego góruje ośmioramienny krzyż zakonny, jaki można znaleźć na każdym kościele lub kaplicy wybudowanej przez rycerzy zakonu. Na rogach nad pilastrami znajdują się elementy dekoracyjne w formie swego rodzaju piramidy z kulą na szczycie.

W centralnej części fasady dominują drzwi w stylu renesansowym, które mają również po bokach dwa doryckie pilastry. Na nich znajduje się rozdwojony naczółek, pośrodku którego widnieje herb Cotonera. Powyżej prostokątne okno. Boczne części fasady podzielone są na panele. Na szczycie tylnej elewacji umieszczona jest dzwonnica typu bell-cot z pojedynczym dzwonem.

### Wnętrze
Projekt tej kaplicy przypisywany jest architektowi zakonu Francesco Buonamiciemu, który był projektantem kilku innych kościołów na Malcie. Budowę kaplicy rozpoczęto w 1663 i zakończono około rok później. Wnętrze ma prostokątny kształt i wysokie sklepienie kolebkowe wsparte na pięciu łukach, które wznoszą się z wysokiego gzymsu, który biegnie wzdłuż wszystkich ścian kaplicy. Wysoko na ścianach bocznych znajdują się dwa okna doświetlające kaplicę.

#### Prezbiterium
Prezbiterium oddzielone jest od reszty kaplicy dwoma pilastrami w stylu doryckim, po jednym z każdej strony. Ołtarz zdobią dwie kolumny w stylu kompozytowym z wyrzeźbionymi u dołu sadzonkami bawełny (elementem z herbu braci Cotoner). Podpierają one równie pięknie rzeźbiony gzyms, na którego krańcach znajdują się dwie połówki rozciętego odcinkowego frontonu, z siedzącymi na nich dwoma aniołami. Pośrodku, trzymany przez dwa inne anioły, znajduje się herb Cotonera z otwartą koroną. W ołtarzu bardzo dobrze wykonane kamienne tabernakulum. Dwoje drzwi po bokach ołtarza prowadzi do zakrystii, a nad drzwiami znajdują się dwa obrazy w rzeźbionych w kamieniu ramach.

#### Obraz tytularny
Podobnie jak w innych kaplicach wzniesionych przez braci Cotoner (kościół Sarria we Florianie i kościół Matki Bożej „Tal-Mirakli” w Lii) również w kaplicy w Buskett znajdują się obrazy, które wyszły spod pędzla kalabryjczyka Mattia Pretiego lub z jego warsztatu.

Obraz tytularny jest jedną z najpiękniejszych na Malcie prac Pretiego. Przedstawia on Matkę Bożą trzymającą na kolanach Dzieciątko Jezus. U jej stóp klęczy św. Jan Chrzciciel oraz św. Antoni Opat. Za nimi pojawia się anioł trzymający sztandar Zakonu.

#### Inne prace
Mniejsze obrazy flankujące ołtarz przedstawiają św. Mikołaja z Bari oraz archanioła Rafała, świętych patronów braci Cotoner. Dwa inne obrazy, które wyszły z pracowni Pretiego, przedstawiają Chrystusa ukazującego się św. Tomaszowi, oraz Męczeństwo Jana Chrzciciela.
W niszy obok ołtarza umieszczona jest statua św. Rity, dzieło Westina Camilleriego z 1957. Święta doznaje tak wielkiej czci, że kaplica jest również znana jako „kaplica św. Rity”.
W dole kaplicy, na ścianie, znajduje się płaskorzeźba przedstawiająca Świętą Rodzinę, wykonana w maltańskim kamieniu, która w 1887 została przywieziona ze zburzonej kaplicy znajdującej się w pobliżu pałacu Verdala i znanej jako Santa Marija ta 'Xewxa. Kaplica ta została zbudowana przez rodzinę Calava około 1550. Z czasem została zaniedbana, aż do zawalenia się, i do dziś nic z niej nie zostało. Płaskorzeźba ta jest pięknym przykładem rzeźby w stylu barokowym, i choć nie wiadomo, kto ją wykonał, pochodzi z bardzo dobrej ręki.